# Olaitan Ibrahim
Olaitan Ibrahim (14 de febrero de 1986) es una deportista nigeriana que compite en levantamiento de potencia adaptado. Ganó una medalla de bronce en los Juegos Paralímpicos de Tokio 2020, en la categoría de –67 kg.

## Palmarés internacional
| Juegos Paralímpicos | Juegos Paralímpicos | Juegos Paralímpicos | Juegos Paralímpicos |
| Año                 | Lugar               | Medalla             | Categoría           |
| ------------------- | ------------------- | ------------------- | ------------------- |
| 2020                | Tokio (Japón)       | Medalla de bronce   | –67 kg              |